# Frank Marino
Frank Marino (nascido Francesco Antonio Marino, Montreal, 20 de novembro de 1954) é um guitarrista canadense, líder da banda Mahogany Rush.

## Discografia
- 1973 Maxoom
- 1974 Child Of The Novelty
- 1975 Strange Universe
- 1976 Mahogany Rush IV
- 1977 World Anthem
- 1978 Live
- 1979 Tales Of The Unexpected
- 1980 What's Next
- 1981 The Power Of Rock & Roll
- 1982 Juggernaut
- 1987 Full Circle
- 1988 Double Live
- 1990 From The Hip
- 1999 Guitar Heroes Vol. 4 - Stories Of A Hero (compilação de 1978-82, label: Zounds)
- 2000 Eye Of The Storm
- 2004 RealLIVE!